# Castro County
Castro County är ett administrativt område i delstaten Texas, USA, med 8 062 invånare (2010). Den administrativa huvudorten (county seat) är Dimmitt.

## Geografi
Enligt United States Census Bureau har countyt en total area på 2 328 km². 2 326 km² av den arean är land och 3 km² är vatten. 

### Angränsande countyn
- Deaf Smith County - norr
- Randall County - nordost
- Swisher County - öster
- Hale County - sydost
- Lamb County - söder
- Parmer County - väster